# Saint-Jean-de-Soudain
Saint-Jean-de-Soudain este o comună în departamentul Isère din sud-estul Franței. În 2009 avea o populație de 1.403 de locuitori.

## Evoluția populației
| An        | 1975 | 1982 | 1990 | 1999 | 2006  | 2009  |
| --------- | ---- | ---- | ---- | ---- | ----- | ----- |
| Populație | 735  | 839  | 934  | 980  | 1.315 | 1.403 |